# SUSE
SUSE er en Linux-distribution. SUSE ejes i dag af firmaet Novell. Navnet SuSE var oprindeligt en forkortelse for System- und Software Entwicklung. Distributionen produceres i Tyskland og findes i flere varianter bl.a. Personal, Professional og Server. Suse Linux Enterprise brugte KDE som standard skrivebordsmiljø til og med version 10.0, fra og med version 10.1 begyndte den at bruge GNOME. Til opsætning og konfiguration benyttes værktøjet YaST (Yet another Setup Tool), et værktøj der letter opsætningen, der ellers kan være en smule kompliceret for den almindelige bruger af Linux.
Novell har oprettet openSUSE til udvikling, vedligeholdelse og test af kommende versioner. Her kan man finde de nyeste Betaversioner, og selv bidrage til udviklingen af den næste version.

## Versioner
Den senste version af openSUSE Linux er 11.4. Pakken kan hentes gratis fra Novells hjemmeside, eller købes i en boks hvor der medfølger installationsmedier, trykt dokumentation, 90 dages installationssupport og en masse andre fordele.
SUSE Linux 11.1 kan downloades i to versioner. En ren open source version, og en der inkluderer propritære programmer som Acrobat Reader, Macromedia Flash player, RealPlayer mv.
Fra og med version 10.2 skiftede SUSE navn til openSUSE for ikke at skabe navneforvirring med den kommercielle SUSE Linux Enterprise Desktop (SLED). Dette skete 7. december 2006.

### Suse Linux Enterprise Desktop
Suse Linux Enterprise Desktop (SLED) er en Linux distribution udviklet af Novell for erhvervsmarkedet. Den nuværende version, SLED 10 (Suse Linux Enterprise Desktop), er en videreudvikling af SLED 9. Den bruger mange pakker fra Suse, deriblandt YAST for at hente og installere programmer.
Den nuværende udgave kommer med GNOME 2.6, KDE 3.3, Mozilla Firefox 1.0, Novell Evolution 2.0 og mange andre open source programmer, såvel som kommercielle programmer såsom Adobe PDF læser og RealPlayer.

### Suse Linux Enterprise Server
Suse Linux Enterprise Server (SLES) er en versionen af den populær linux styre system Suse, den henvender sig til erhvervs markedet og er blevet skabt for brug på server. Nye versioner af styresystemet kommer hver 18-24ende måned. Nye programmer for systemet bliver testet nøje og kun de mest stabile programmer når ind i SLES.
Sles version 9 udkom i august 2004 og er understøttet af hardware producenter IBM, HP, Sun Microsystems, Dell, SGI og Fujitsu Siemens Computers.